# Ekonomiåret 1898

## Bildade företag
- Alcatel
- Goodyear
- Hermods AB

## Födda
- 6 december - Gunnar Myrdal, svensk nationalekonom, professor, socialdemokratisk politiker.[1]

### Fotnoter
1. ↑  ”John Maynard Keynes”. Nationalencyklopedin. http://www.ne.se/uppslagsverk/encyklopedi/l%C3%A5ng/gunnar-myrdal. Läst 27 februari 2015.